# کامل بودن
در آمار، کامل بودن یک ویژگی آماره در ارتباط با یک مدل برای مجموعه‌ای از داده‌های مشاهده شده می‌باشد. اساساً، این شرایطی است که اطمینان می‌دهد که پارامترهای توزیع احتمال که مدل را نشان می‌دهند، را می‌توان بر پایه آمار تخمین زد؛ این اطمینان می‌دهد که توزیع مربوط به مقادیر مختلف این پارامترها متمایراند.
این موضوع ارتباط تنگاتنگی با ایده قابل‌شناسایی‌بودن دارد، اما در نظریه آمار، اغلب به عنوان شرایطی تحمیل‌شده بر آماره بسنده به چشم می‌خورد.

## تعریف
متغیر تصادفی X را در نظر بگیرید که توزیع احتمال آن به یک خانواده پارامتری توزیع‌های احتمال Pθ وابسته است که به وسیله θ پارامترسازی می‌شود.
به‌طور مرسوم، آماره s یک تابع قابل اندازه‌گیری از X است؛ در نتیجه، آماره s بر اساس متغیر تصادفی X ارزیابی می‌شود، و مقدار s(X) را به خود اختصاص می‌هد، که آن نیز یک متغیر تصادفی است. یک مفهوم فرضی X(ω) یک داده نقطه‌ای است که در آن آماره s، مقدار s(X(ω)) را خواهد داشت.
آماره s را برای توزیع X کامل می‌دانند، اگر برای تمام توابع قابل اندازه‌گیری g (که باید از θ مستقل باشد)، مفهوم زیر برقرار است:
برای تمام θ که دلالت بر این دارد که Pθ(g(s(X)) = ۰) = ۱، داشته باشیم E(g(s(X))) = ۰.
آماره s را کامل مرزداری نیز گویند، اگر این مفهوم برای تمام توابع مرزدار برقرار باشد.